# Merrie Melodies
Merrie Melodies é uma série de filmes de curta-metragem de animação estadunidense, produzida de 1931 até 1969 e distribuída pela Warner Bros. Animation. Ela co-existiu com a série Looney Tunes, sendo consideradas "séries irmãs". O nome Merrie Melodies (que em português significa "Melodias Alegres" ) é uma variação dos nomes das séries Looney Tunes (também distribuída pela Warner Bros. Animations) e Silly Symphonies (série concorrente, criada por Walt Disney) .Os desenhos da série Merrie Melodies eram originalmente simples curta-metragens musicais, com personagens variados cujas aparições eram únicas, antes de gradativamente começarem a apresentar os personagens recorrentes. Em 1944, já não existiam diferenças entre as duas séries, a não ser o título e a música-tema.
Originalmente produzida pela Harman-Ising Pictures, Merrie Melodies foi produzida por Leon Schlesinger Productions de 1933 a 1944. Schlesinger vendeu seu estúdio para a Warner Bros. em 1944, e foi renomeado como Warner Bros. Cartoons, continuando a produção dos desenhos até 1963. A produção de Merrie Melodies foi terceirizada pela DePatie-Freleng Enterprises de 1964 à 1967, e a Warner Bros. Cartoons re-assumiu a produção para os dois anos finais da série.
As Merrie Melodies também é o nome dos clipes musicais que passam no intervalo de "The Looney Tunes Show".

## Licenciamento e direitos autorais
Quando as série Looney Tunes e Merrie Melodies começaram em 1930, embora Warner Bros. tenha mantido os direitos aos desenhos animados e as marcas Looney Tunes e Merrie Melodies, Harman e Ising detinha os direitos sobre o personagem Bosko. Quando Harman e Ising deixaram a Warner Bros. em 1933, o seu ex-produtor Leon Schlesinger começou seu próprio estúdio na Warner Bros. continuando a série Looney Tunes. Harman e Ising retiveram os direitos de Bosko e começaram a fazer desenhos de Bosko na Metro-Goldwyn-Mayer, em 1934. No entanto, estes desenhos não eram um sucesso e em 1937 MGM dispensou Harman e Ising e formou seu próprio estúdio para criar a MGM Cartoon, com Harman e Ishing ficando com os direitos de Bosko. Além disso, o estúdio Schlesinger continuou a fazer desenhos animados populares até 1944, quando Schlesinger vendeu seu estúdio para a Warner Bros e, desde então, a Warner Bros. possuiu todos os direitos a todos os caracteres pós-1933 criado por Leon Schlesinger Productions e a Warner Bros. Cartoons. Os direitos sobre desenhos individuais, porém, estão em outras mãos.
Em 1955, a Warner Bros. vendeu seu curtas em preto-e-branco de Looney Tunes (além dos curtas em preto-e-branco de Merrie Melodies feitos após Harman e Ising sairem) em syndication para televisão para a Guild Films. Os direitos daqueles desenhos animados foram atribuídos ao Sunset Productions. Estes desenhos animados foram distribuídos pela Guild Films até sua falência e foram comprados pela Seven Arts. Com a compra da WB pela Seven Arts, a WB conseguiu os direitos dos desenhos em preto e branco.
Em 1956, Associated Artists Productions (AAP) adquiridos os direitos de exibição para a televisão da maioria dos curtas pré-1950 da Warner Bros, incluindo todos os Merrie Melodies (exceto para os que foram vendidos para a Sunset e Lady, Play Your Mandolin!) e curtas coloridos dos Looney Tunes que foram lançados antes de agosto de 1948. ao contrário da venda a Sunset Productions, a AAP foi autorizada a manter os títulos da Warner intactos e simplesmente inserido a  frase "Associated Artists Productions presents"  (como resultado, cada um dos curtas de Merrie Melodies tiveram a canção "Merrily We Roll Along" tocadaduas vezes). Dois anos mais tarde, United Artists comprou a.a.p. (que também havia comprado os curtas do Popeye produzidos pela Fleischer Studios e Famous Studios para Paramount), que fundiu a empresa em sua divisão de televisão; United Artists Television.
Em 1981, a UA foi vendida para a MGM, e cinco anos depois, Ted Turner adquiriu a biblioteca pré-maio de 1986 da MGM. Ele também adquiriu os direitos da bilioteca da a.a.p. . Em 1996, a empresa de Turner, Turner Broadcasting System (cuja divisão Turner Entertainment Co. supervisionou a biblioteca de filmes), foi comprada pela Time Warner que também possuía a Warner Bros. Atualmente a Warner Home Video detém os direitos de vídeo de todos os curtas de Looney Tunes e Merrie Melodies por conta da compra da Turner Entertainment pela Time Warner.
A partir de 1960, o desenhos foram reagrupados em vários programas de TV diferentes que permaneceu popular durante várias décadas antes de ser comprada pela Turner Broadcasting System. Cartoon Network de Turner exibiu os curtas durante 12 anos, desde o seu lançamento em 1 de outubro de 1992 até 3 de outubro de 2004, e novamente a partir de 2009 até aos dias atuais. Uma versão da década de 2000 chamada "The Looney Tunes Show" foi produzida pela Warner Bros. Animation para a rede, e transmitida entre 2001 e 2004. O bloco contou com curtas originais de Looney Tunes e Merrie Melodies.
Aproximadamente 500 curtas de Looney Tunes e Merrie Melodies de antes de maio de 1947 cairam em domínio público de acordo com a legislação brasileira e dezenas de outros por falta de renovação (ou incorreções) da licença americana em 1964 e estão assim distribuídos livremente através de vários lançamentos não-oficiais. Em que pese a data em que originalmente foram veiculados há mais de 70 anos, muitos destes desenhos de domínio público estão recebendo tratamento adequado de restauração e tem uma qualidade de som e imagem variando entre boa e ótima. Uma extensa lista de filmes é divulgada de tempos em tempos nos Estados Unidos informando o status de cada obra que já caiu em domínio público na chamada Super-Lista.